# Hochgeschwindigkeitsverkehr

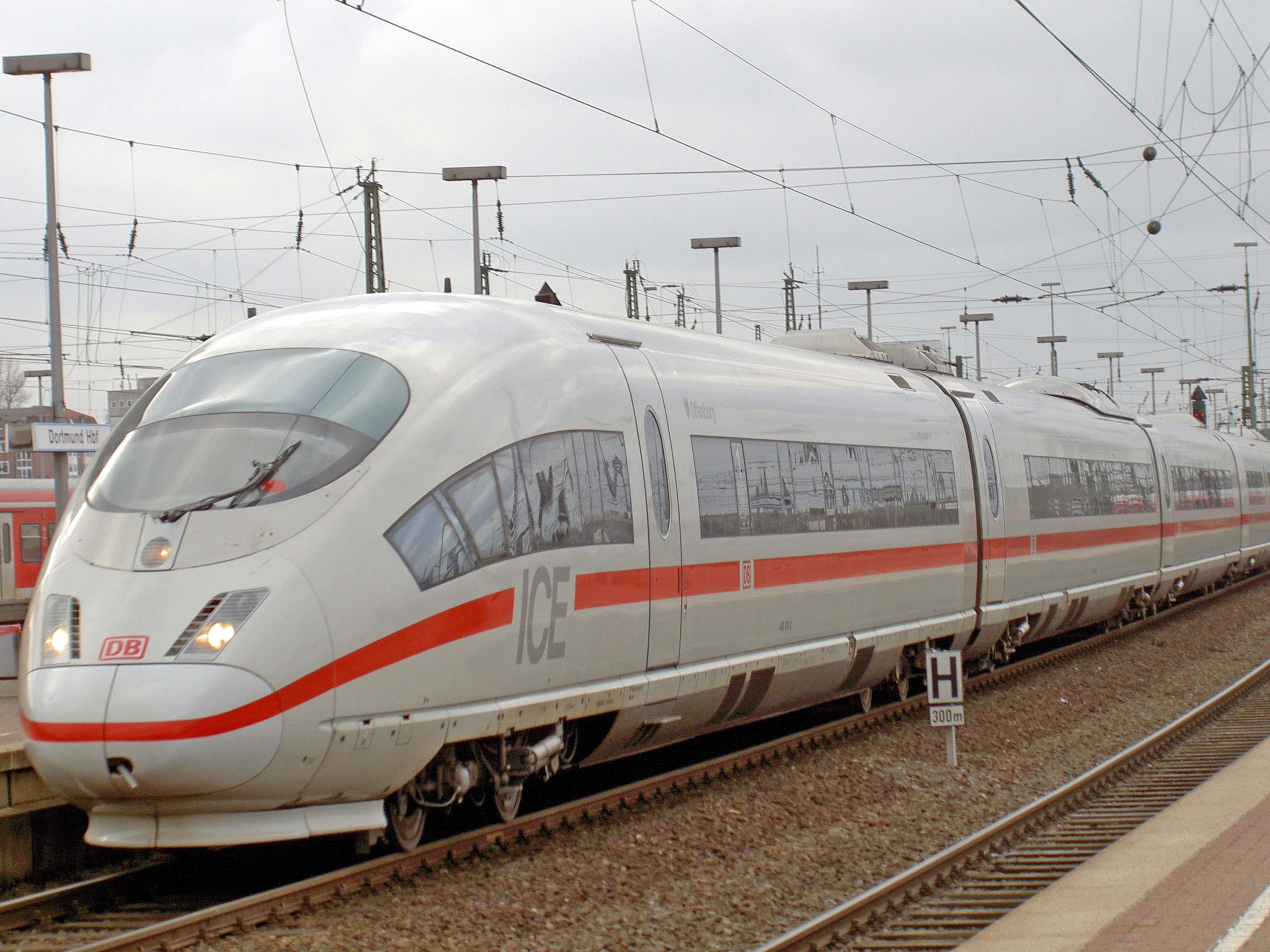
ICE 3 (2005)

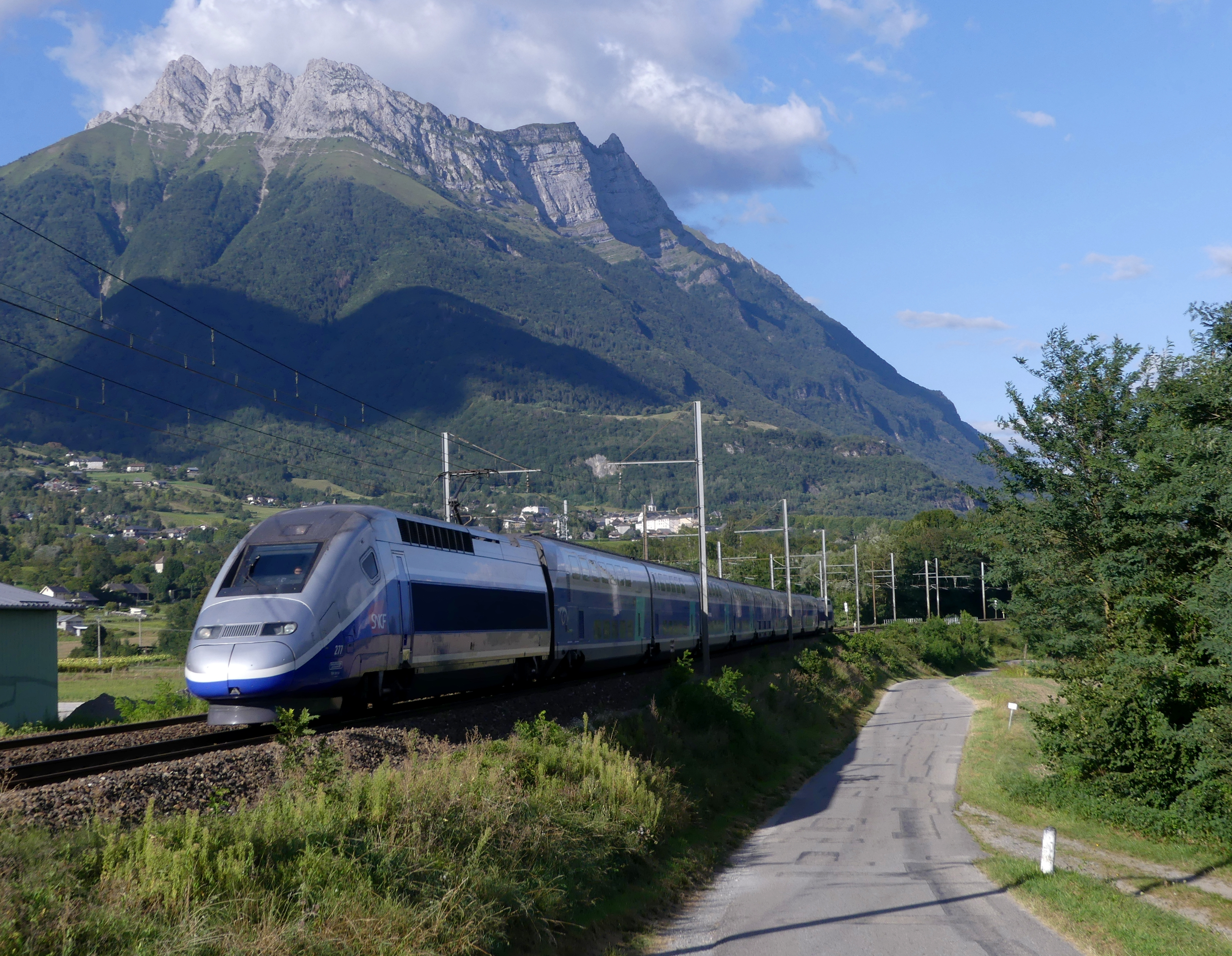
TGV Duplex (2021)

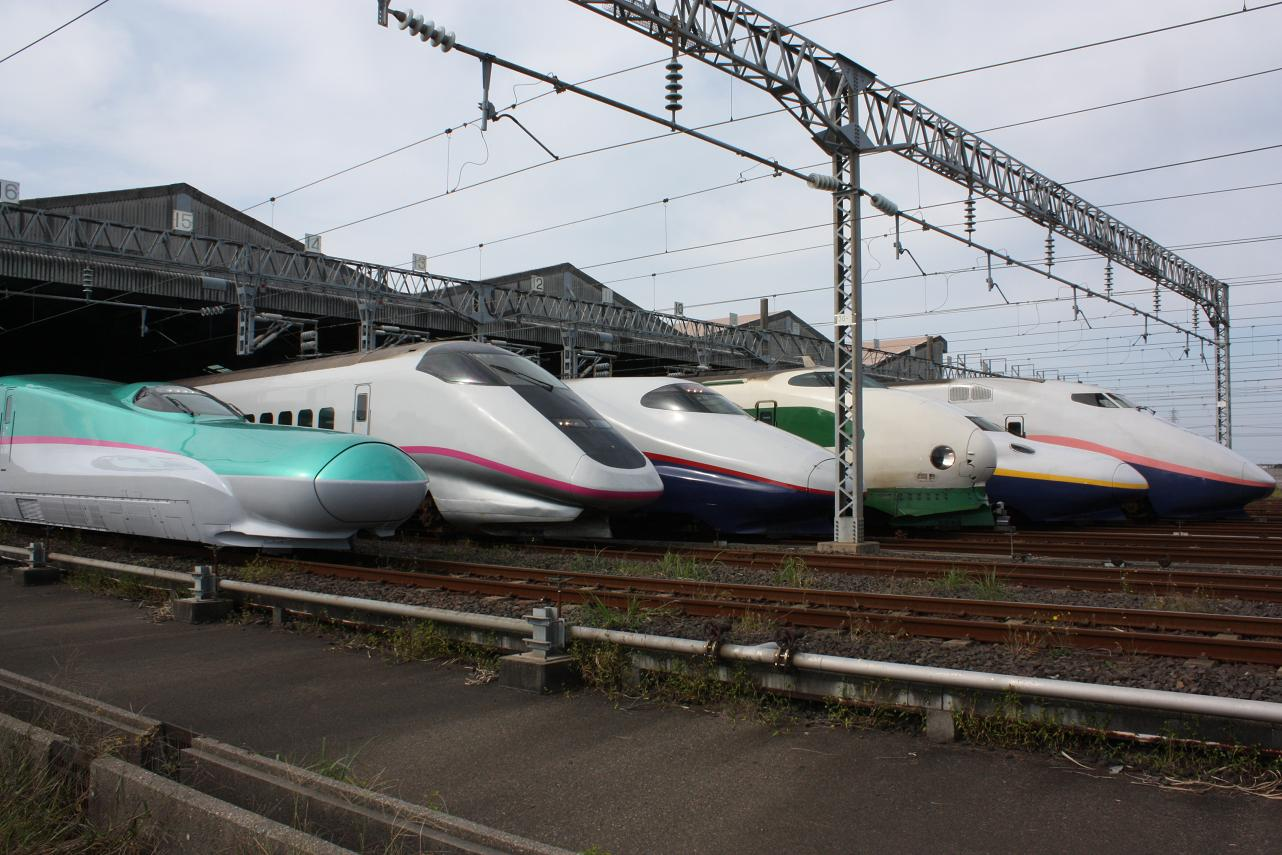
Mehrere Shinkansen-Baureihen

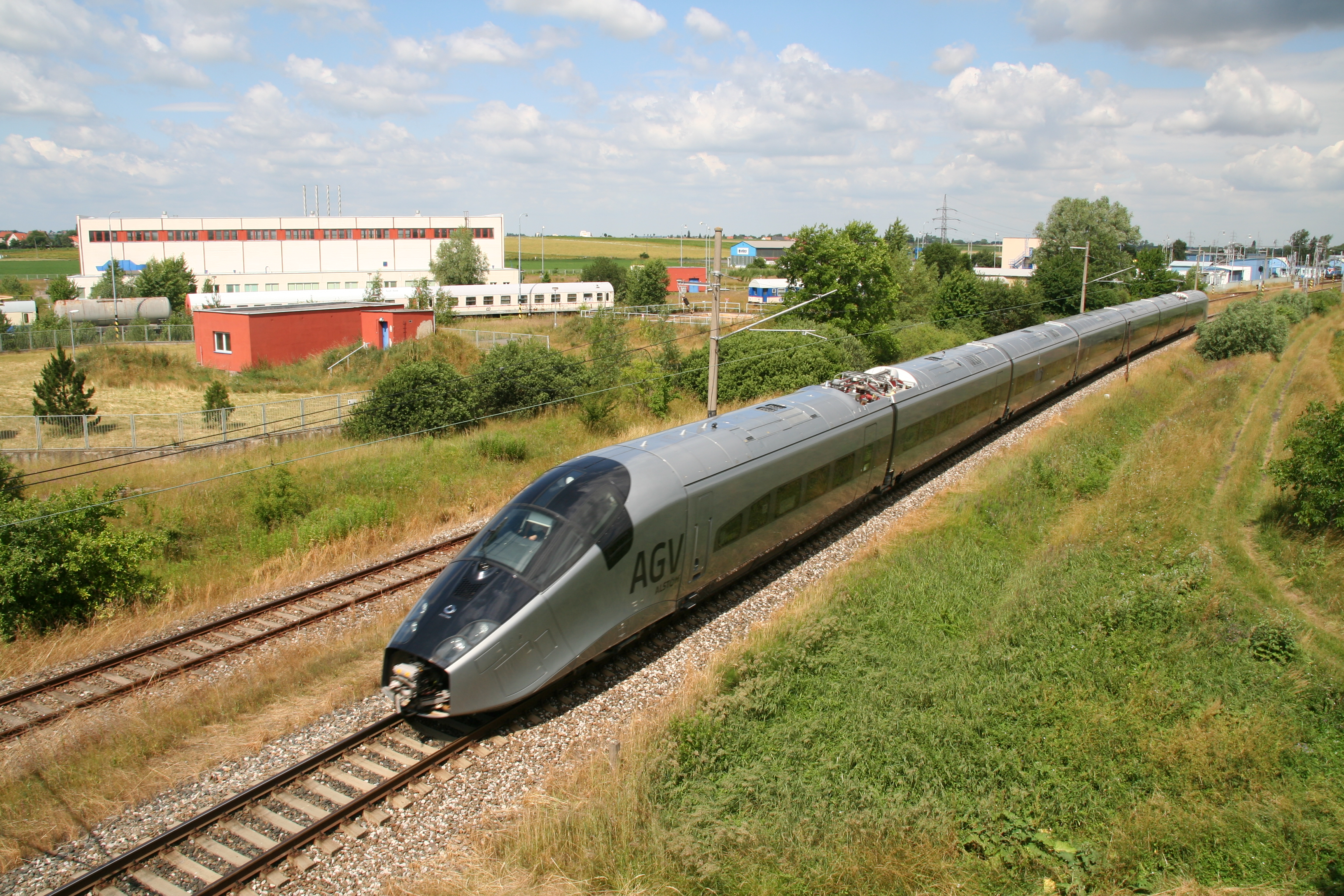
Alstom AGV

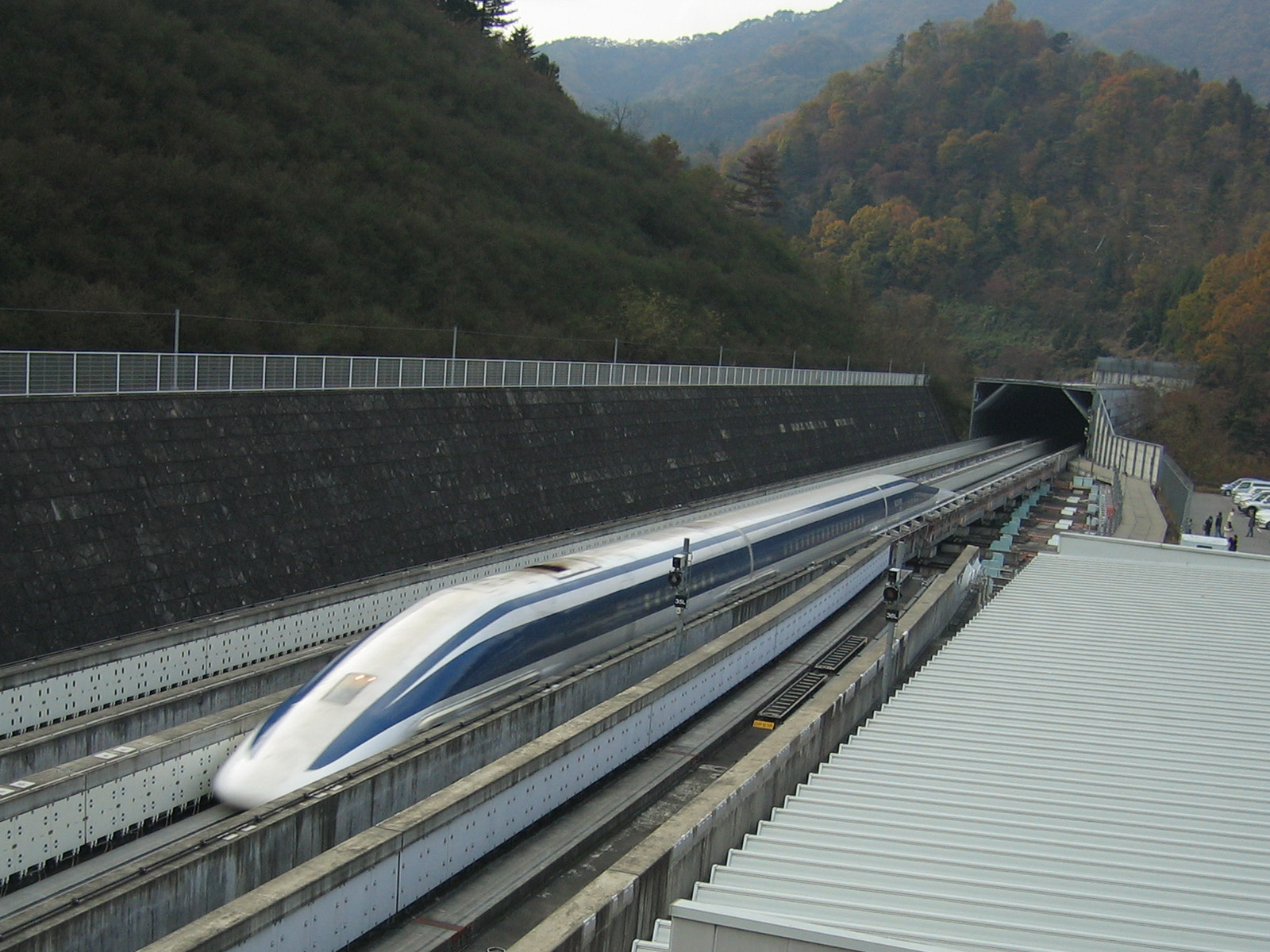
JR-Maglev MLX01 Shinkansen-Baureihe L0 bei Kōfu, Japan

Bei der Eisenbahn bezeichnet Hochgeschwindigkeitsverkehr den fahrplanmäßigen Zugverkehr mit Hochgeschwindigkeitszügen auf Schnellfahrstrecken mit Höchstgeschwindigkeiten über 200 km/h.
Nach verschiedenen Angaben der Europäischen Kommission muss ein Hochgeschwindigkeitszug auf Ausbaustrecken über 200 km/h fahren können, auf Neubaustrecken über 250 km/h. Laut den Technischen Spezifikationen für die Interoperabilität des Hochgeschwindigkeitsbahnsystems sollten Hochgeschwindigkeitszüge auf Ausbaustrecken „rund“ 200 km/h erreichen können, mindestens 250 km/h auf Neubaustrecken des Hochgeschwindigkeitsverkehrs, sowie „in geeigneten Fällen“ eine Geschwindigkeit von über 300 km/h.

## Grundlagen
Für den Hochgeschwindigkeitsverkehr von Schienenfahrzeugen müssen alle Komponenten des Systems Eisenbahn an die höheren Anforderungen angepasst werden. Neben dem Hochgeschwindigkeitszug wird eine spezielle Schnellfahrstrecke und ein entsprechend leistungsfähiges Zugleit- und Sicherungssystem  benötigt.

### Hochgeschwindigkeitszug
Fahrzeuge für den Hochgeschwindigkeitsverkehr werden überwiegend elektrisch angetrieben. Diesel- oder Gasturbinen-Triebfahrzeuge wurden zwar des Öfteren erprobt, bilden aber die große Ausnahme. Gründe dafür sind neben dem höheren Treibstoff-Verbrauch (die Ölpreiskrise von 1973 beendete mehrere derartige Ansätze im Versuchsstadium) auch das ungünstigere Masse-Leistungs-Verhältnis, da zumindest Dieselmotoren (zumal bei Verwendung dieselelektrischer Traktion) ceteris paribus schwerer als vergleichbare Elektromotoren sind und der mitgeführte Treibstoff zusätzliche Masse bedeutet. Aus ähnlichen Gründen erreichen batterieelektrische Züge üblicherweise keine Geschwindigkeiten über 160 km/h. Die Abgase von Diesel- oder Gasturbinenzügen stellen auch ein Problem in langen Tunnels und unterirdischen Bahnhöfen dar, welches in vielen Fällen durch die Elektrifizierung gelöst wurde, sodass diese Teile des Streckennetzes im Regelbetrieb nur mit elektrischer Traktion befahren werden.
Um hohe Geschwindigkeiten zu erreichen, wird eine große Antriebsleistung installiert und der Zug gleichzeitig so leicht wie möglich gebaut (Leichtbau). Üblich sind Leistung-Gewicht-Verhältnisse von bis zu 20 kW/t. Die für ihre Masse äußerst stark motorisierten Züge sind so auch in der Lage, wesentlich größere Steigungen zu überwinden als herkömmliche Züge. Reine Schnellfahrstrecken können so freier trassiert werden, was die Baukosten im Vergleich zu steigungsarmen güterzugtauglichen Strecken senkt. Hochgeschwindigkeitszüge erreichen fahrplanmäßig Geschwindigkeiten von bis zu 350 km/h, bei Versuchsfahrten auch 575 km/h (TGV-Versuchszug V150) und 603 km/h (JR-Maglev-Versuchszug im April 2015).

### Schnellfahrstrecke

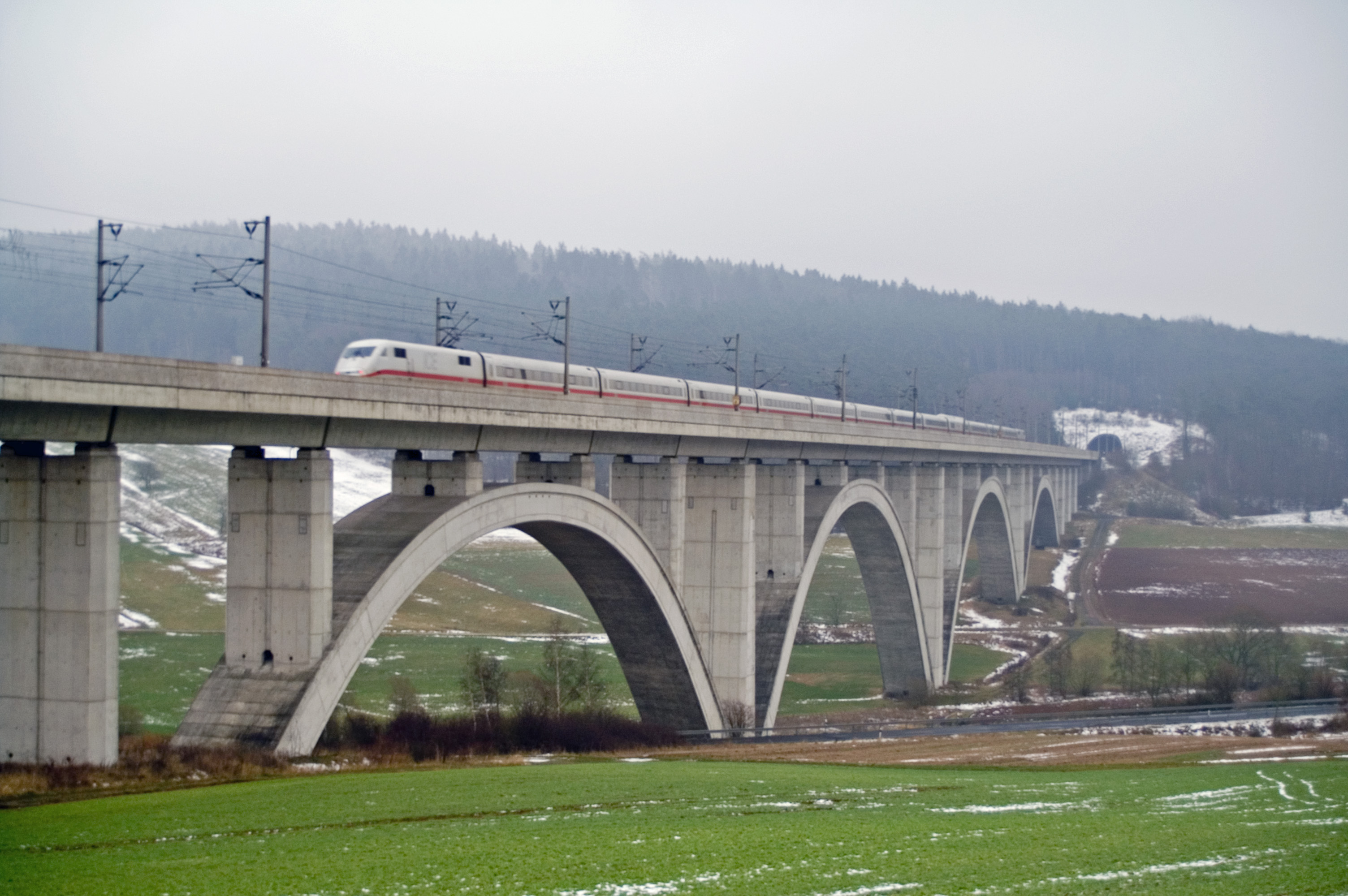
Schnellfahrstrecke Hannover–Würzburg

Als Schnellfahrstrecke (SFS) wird im Eisenbahnverkehr eine Eisenbahnstrecke bezeichnet, auf der Fahrgeschwindigkeiten von wenigstens 200 km/h möglich sind. Manche internationale Definitionen sehen größere zu erreichende Geschwindigkeiten vor.
Neben einer entsprechenden Trassierung, die den hohen Belastungen standhalten muss, dürfen Schnellfahrstrecken keine höhengleichen Bahnübergänge enthalten, und falls Vorbeifahrten am Bahnsteig mit Geschwindigkeiten über 200 km/h erfolgen, müssen Reisendensicherungsanlagen vorgesehen sein.
Auch an die Oberleitung werden besondere Ansprüche gestellt: So werden Fahrdrähte aus einer speziellen Legierung benutzt, die den elektrischen Kontakt verbessert sowie den Funkenflug vermeidet.

### Zugbeeinflussung
Bei den im Hochgeschwindigkeitsverkehr langen Betriebs- (etwa 7000 m) und Schnellbremswegen (über 3000 m) ist das traditionelle Signalsystem mit den Streckenblocks zur Zugdeckung nicht mehr tauglich, da damit die Blockabstände und Durchrutschwege immens lang sein müssten. Dies steht auch der vom Fahrplan geforderten kurzen Zugfolge entgegen.
Hochgeschwindigkeitszüge werden daher nicht mehr auf der Strecke punktuell durch feste Eisenbahnsignale mit Aufforderungen zum Halten oder Langsamfahren gesteuert, sondern durch ständigen Funkkontakt. Üblicherweise werden hierzu Linienleiter entlang der Strecke benutzt, die auf eine Zugantenne einwirken, und eine Verbindung zwischen dem Zug und einer Leitstelle errichtet.
Übertragen werden beispielsweise Ort und Art von bevorstehenden Geschwindigkeitsänderungen, wie („in 10 km anhalten“; „in 2400 m auf 230 km/h abbremsen“). Die Position der Zugantenne am Linienleiter dient der Zugortung. Auch dabei gibt es heute generell noch feste Blockabschnitte.
Als Nebeneffekt verhindert die linienförmige Zugbeeinflussung abrupte Bremsmanöver und das für die Fahrgäste unangenehme Halten in stark überhöhten Kurven.

## Grenzen des Hochgeschwindigkeitsverkehrs
Im Wesentlichen begrenzen die folgenden Faktoren die Anhebung der Höchstgeschwindigkeit:
- Laufruhe
- Haftung Rad/Schiene
- Luftwiderstand
- Leistungsübertragung
- Lärmentwicklung
- Wirtschaftlichkeit
- Betriebskoordination

### Laufruhe
In den 1950er Jahren konnten Geschwindigkeiten jenseits von 200 km/h ohne bleibende Schäden am Fahrweg oder einer Gefährdung der sicheren Führung des Fahrzeugs nicht bewältigt werden. Heutzutage sind wesentlich höhere Geschwindigkeiten laufwerktechnisch problemlos beherrschbar. Neben Versuchen auf Rollenprüfständen zeigt dies auch die Rekordfahrt des TGV mit 574,79 km/h im April 2007.

### Haftung Rad/Schiene
Im niedrigen Geschwindigkeitsbereich ist (zumindest bei allachsgetriebenen Fahrzeugen) die maximal erreichbare Beschleunigung auch bei ungünstigen Witterungsbedingungen nicht durch den Haftwert zwischen Rad und Schiene begrenzt, sondern allein durch den Fahrkomfort. Bei hohen Geschwindigkeiten ist der Fahrwiderstand jedoch so hoch, dass die Haftreibung zu gering sein kann, um eine ausreichend starke Zugkraft auf die Schiene übertragen zu können. Daher werden bei Hochgeschwindigkeitszügen viele Achsen angetrieben, also ein Triebkopf- oder Triebzugkonzept verwendet. Ein Antrieb beispielsweise mittels Linearmotor wäre von dieser Beschränkung nicht betroffen und ist auch beim Rad-Schiene-System zum Beispiel bei Achterbahnen (so genannte „Launched Coaster“) Stand der Technik.

### Luftwiderstand
Die genauen Zusammenhänge, die einen Einfluss auf den Haftwert bei ungünstigen Witterungsbedingungen haben, sind schlecht fassbar, und der Fahrwiderstand – bei höheren Geschwindigkeiten insbesondere der (quadratisch mit der Geschwindigkeit zunehmende) Luftwiderstand – hat entscheidenden Einfluss auf die erreichbare Geschwindigkeit. Trotzdem erscheint eine Geschwindigkeit von zumindest bis zu 400 km/h auch in einem alltäglichen Betrieb bei unterschiedlichsten Wetterbedingungen ohne wesentliche Verbesserung heutiger Konstruktionen möglich.

### Leistungsübertragung
Die für einen Hochgeschwindigkeitsverkehr notwendige hohe Motorleistung wird heute ausschließlich von Elektromotoren aufgebracht. Zwar wäre im Prinzip auch ein Gasturbinenantrieb möglich, jedoch wurde dieser unter anderem aufgrund der extremen Lärmentwicklung und des geringen Wirkungsgrades insbesondere bei Teillast nicht weiter verfolgt und scheint auch in Zukunft keine Alternative zu sein.
Die Grenzen des Elektroantriebs liegen weniger in der Leistungsfähigkeit der Elektromotoren, sondern in der Leistungsübertragung über die Oberleitung. Die eine Grenze stellt die mechanische Belastbarkeit der Oberleitung dar, die andere der maximale Strom, der über den Stromabnehmer von der Oberleitung übertragen werden kann. Derzeit ist der Oberleitungsbau so weit fortgeschritten, dass Geschwindigkeiten von bis zu 350 km/h im Regelbetrieb hinsichtlich der mechanischen Belastung bei entsprechender Oberleitung unproblematisch erscheinen; eine weitere Anhebung dieser Grenze ist künftig zu erwarten.
Was die Leistungsaufnahme betrifft, scheint die Grenze, wohl auch aus wirtschaftlichen Gründen wie die Kosten für den Strom und den Aufwand für Unterwerke, bei etwa 15–20 MW zu liegen. Durch eine immer leichtere Bauweise und einen immer geringeren Luftwiderstand konnte der Energiebedarf der Fahrzeuge immer weiter gesenkt werden.

### Lärmentwicklung
Im Geschwindigkeitsbereich oberhalb von 250 km/h wird die Schallemission eines Fahrzeugs im Wesentlichen durch das aerodynamische Geräusch bestimmt, wobei die Schallleistung mit der fünften Potenz der Geschwindigkeit zunimmt. Dies bedeutet, dass beispielsweise bei einer Geschwindigkeitserhöhung von 300 km/h auf 400 km/h der Mittelungspegel um 6 dB zunimmt (Als Faustregel gilt: Ein Unterschied von 10 dB wird als Lautstärkeverdopplung wahrgenommen).
Da Hochgeschwindigkeitszüge auch durch dichtbesiedelte Gebiete fahren, stellt die Lärmentwicklung der Fahrzeuge einen Faktor für die zulässige Höchstgeschwindigkeit auf dem jeweiligen Streckenabschnitt dar. Daher erweist sich eine schalltechnische Optimierung von Fahrzeug und Fahrweg gegebenenfalls als direkt nutzbar.

### Wirtschaftlichkeit
Zwar sind Hochgeschwindigkeitsverkehre immer auch Prestigeobjekte, die für die technische Leistungsfähigkeit des jeweiligen Landes stehen, doch lässt sich ohne ein gewisses Maß an Wirtschaftlichkeit ein solches Projekt nicht realisieren.
Hochgeschwindigkeitsverkehre erzielen ihre Wirtschaftlichkeit dadurch, dass die höheren Fahrzeugkosten, der höhere Aufwand für den Bau und die regelmäßige Wartung des Fahrwegs und der höhere Energiebedarf durch einen geringeren Fahrzeug- und Personalbedarf infolge kürzerer Reisezeiten kompensiert werden. Zudem können durch die kürzere Reisezeit und die Attraktivität der Fahrzeuge teilweise erhebliche Zuwächse bei den Reisendenzahlen verzeichnet werden. So stiegen die Reisendenzahlen im Fernverkehr auf der Tōkaido-Strecke Tokio–Osaka nach Einführung des Shinkansens innerhalb von nur fünf Jahren auf das Vierfache, und durch die Einführung des TGV auf der Relation Paris–Lyon konnte innerhalb von zwei Jahren eine Verdopplung der Reisendenzahlen erreicht werden.
Die wesentlichen Faktoren für die Reisezeit sind:
- die Höchstgeschwindigkeit
- die Halteabstände
- die Beschleunigungsfähigkeit der Fahrzeuge
- die Haltezeiten
- Langsamfahrstellen und anteilige Streckenabschnitte die regulär nicht für Höchstgeschwindigkeit zugelassen sind

Während insbesondere im städtischen Nahverkehr mit kurzen Halteabständen vor allem die Haltezeiten und die Beschleunigungsfähigkeit der Fahrzeuge entscheidend ist, werden im Hochgeschwindigkeitsverkehr die kurzen Reisezeiten vor allem durch eine durchgehend hohe Geschwindigkeit und große Halteabstände erreicht. Bei sehr hohen Geschwindigkeiten (ab etwa 250 km/h) nimmt allerdings die Bedeutung der Beschleunigungs- und Verzögerungsfähigkeit der Fahrzeuge zu, wenn eine dichte Zugfolge (3 Minuten) möglich sein soll.
Die Grenzen der Wirtschaftlichkeit liegen dort, wo durch eine weitere Anhebung der Höchstgeschwindigkeit keine relevanten Fahrzeitverkürzungen erreicht werden können, die in einem vernünftigen Verhältnis zu den erhöhten Kosten stehen. Die wesentlichen Faktoren sind hier heute einerseits der Wartungsaufwand für den Fahrweg und andererseits die Entfernung zwischen den Großstädten, welche sinnvoll mit einer Hochgeschwindigkeitsstrecke verbunden werden können. Somit liegt die Höchstgeschwindigkeit von Hochgeschwindigkeitsverkehren derzeit vor allem aus wirtschaftlichen Gründen bei etwa 300 km/h. Züge sind – auch bei hoher Geschwindigkeit – deutlich energieeffizienter pro Sitzplatzkilometer als Bus, Auto oder Flugzeug (Siemens Velaro D laut Hersteller rund 0,3 Liter Benzinäquivalent pro 100 Sitzplatz-km vs rund 2 Liter pro 100 Sitzplatzkilometer laut Werbung der Fluggesellschaften für den Airbus A330 neo) Welche Rolle der Energieverbrauch auf die Wirtschaftlichkeit hat, hängt nicht zuletzt auch vom Strompreis ab und ob dieser mit Steuern und Abgaben belastet oder im Gegensatz sogar subventioniert ist. Historisch waren es daher zumeist Länder mit reichlich verfügbarer Wasserkraft, welche die Elektrifizierung der Eisenbahn besonders voran getrieben haben. Auch der französische TGV (welcher sich in der Entwicklungsphase gegen Konkurrenz der fossil getriebenen Aérotrain und TGV 001 durchsetzen musste) wird gelegentlich mit der Kernenergie in Frankreich in Verbindung gesetzt, welche seinerzeit auch mit dem Ziel niedriger Endverbraucher-Strompreise forciert wurde.

### Betriebskoordination
Wesentlich für den Nutzen eines Hochgeschwindigkeitsverkehrs ist auch die zeitliche Abstimmung im Taktfahrplan an Knotenpunkten. Bei einer Evaluierung des Höchstgeschwindigkeitsverkehrs mit über 200 km/h in der Schweiz wurde festgestellt, dass 200 km/h für die NBS Bern–Olten am wirtschaftlichsten seien. Höhere Geschwindigkeiten als 250 km/h brächten zwar Fahrzeitersparungen von etlichen Minuten, würden sich aber nicht lohnen, da die zeitlichen Knotenpunkte im Taktverkehr nicht mehr aufgingen, womit längere Wartezeiten auf Bahnhöfen auf Anschlusszüge nötig wären und die Reisezeit etwa gleich bliebe – bei höheren Kosten.
Wenn Hochgeschwindigkeitsverkehr zusammen mit Verkehren geringerer Geschwindigkeit (z. B. Güterverkehr) auf gemeinsam genutzten Strecken abgewickelt wird, muss ein Abgleich der Geschwindigkeit mit Rücksicht auf die langsameren Züge auf der gleichen Strecke erfolgen. Dies kann punktuell je nach Lage oder durch die Fahrplangestaltung erfolgen.
In Deutschland verfolgt die Deutsche Bahn eine Strategie der weitgehenden Entkopplung von Hochgeschwindigkeitsverkehr von langsameren Verkehren (die so genannte „Netz 21“-Strategie), um die Vorteile von HGV-Zügen wie etwa dem ICE auszuspielen. Die Leistungsfähigkeit einer HGV-Strecke wird so gegenüber einer gemischt genutzten Strecke deutlich erhöht. Wenn bereits beim Bau einer HGV-Strecke, wie z. B. der Schnellfahrstrecke Köln–Rhein/Main auf die Befahrbarkeit mit schweren Güterzügen verzichtet wird, lassen sich auch durch eine steilere Gradiente Kosten sparen. Dies entspricht Konzepten, die in Frankreich und Japan bereits seit Beginn des Hochgeschwindigkeitsverkehrs üblich sind. So ist in Japan durch die unterschiedliche Spurweite (1435 mm HGV gegenüber 1067 mm konventionell und Güterverkehr) ein Verkehr der Shinkansen-Züge auf dem Güternetz (und umgekehrt) gar nicht möglich. In Frankreich wiederum sind die Hochgeschwindigkeitsstrecken ausschließlich den TGV vorbehalten. Nur dort, wo der TGV im „alten“ Netz unterwegs ist, um Städte abseits der LGV (lignes a grande vitesse, Hochgeschwindigkeitsstrecken) anzubinden, teilt er sich Strecken mit dem Güterverkehr. Gleichermaßen getrennt ist das Netz auch in Spanien, auch hier durch unterschiedliche Spurweiten. Mischverkehr in größerem Ausmaße herrscht jedoch in Großbritannien, wo High Speed 1 auch für Güterzüge ausgelegt ist, oder auch in der Schweiz wo selbst Hochgeschwindigkeitsstrecken wie der Gotthard-Basistunnel (vmax 250 km/h) auch dem Güterverkehr dienen. Abgesehen vom TGV La Poste hat es trotz vielfältiger Diskussionen und Vorschläge bisher keinen nennenswerten HGV im Güterverkehr gegeben. Dies liegt unter anderem daran, dass bestehende Güterzüge nicht auf entsprechende Geschwindigkeit ausgelegt sind und aufgrund deutlich höheren Leistungsgewichts steilere Trassen nicht oder kaum befahren können.

## Geschichte

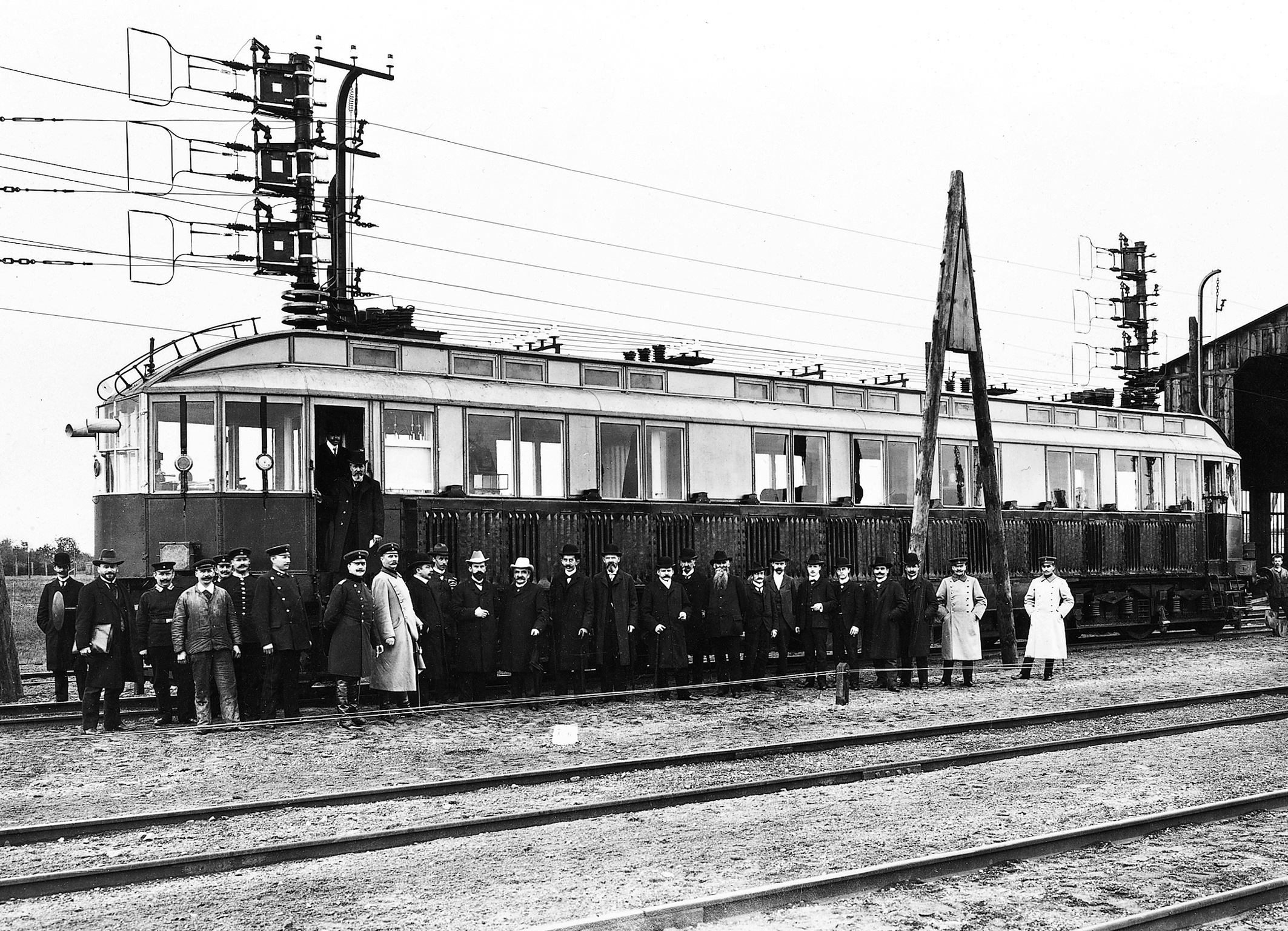
Siemens-Versuchsschnelltriebwagen von 1903

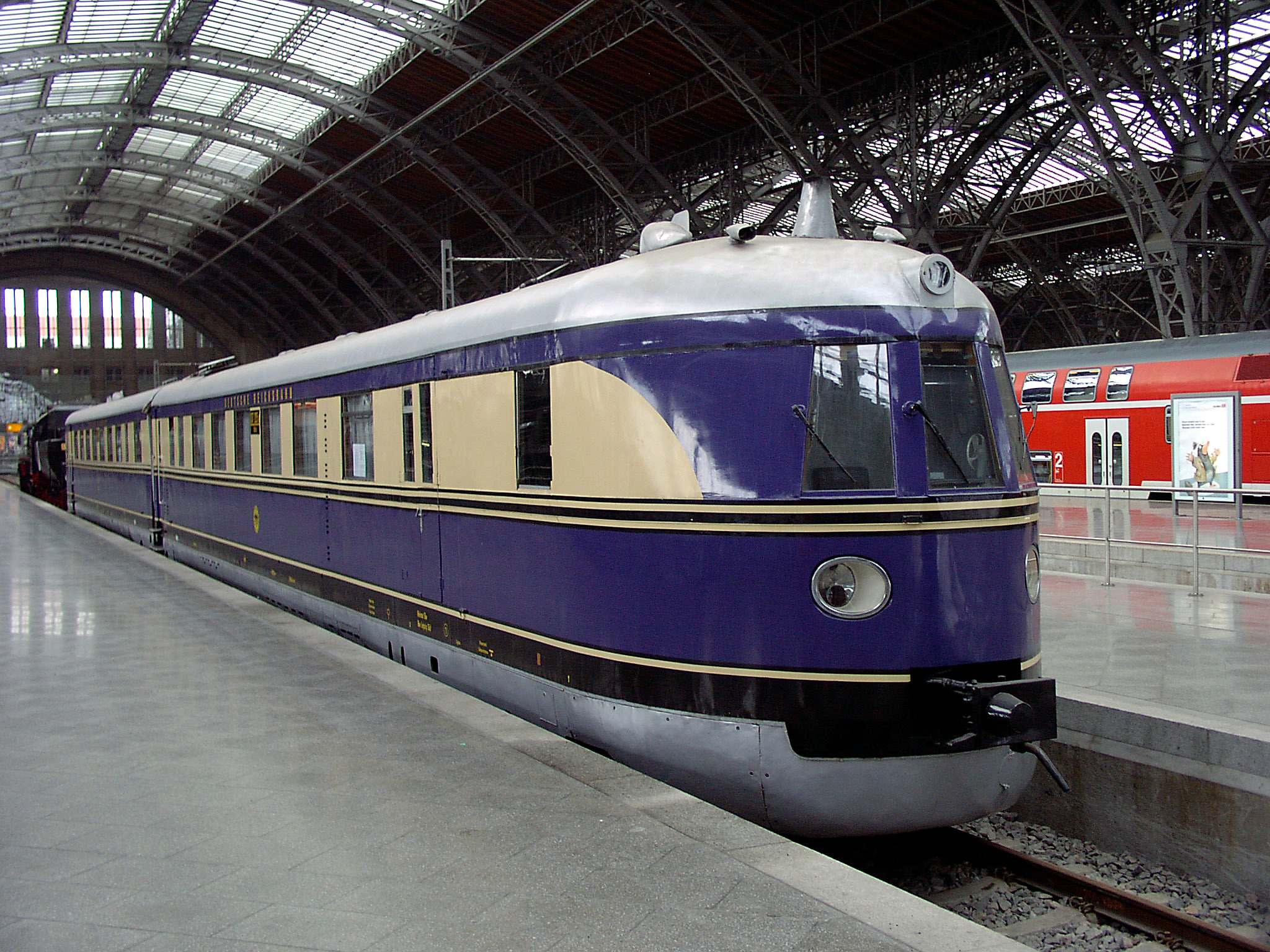
Schnelltriebwagen von 1935

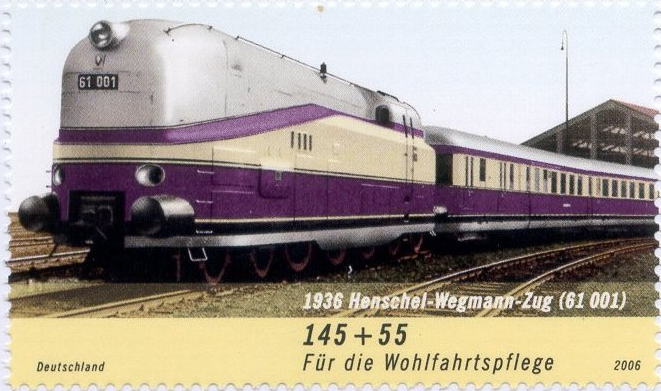
Henschel-Wegmann-Zug (Briefmarke 2006)

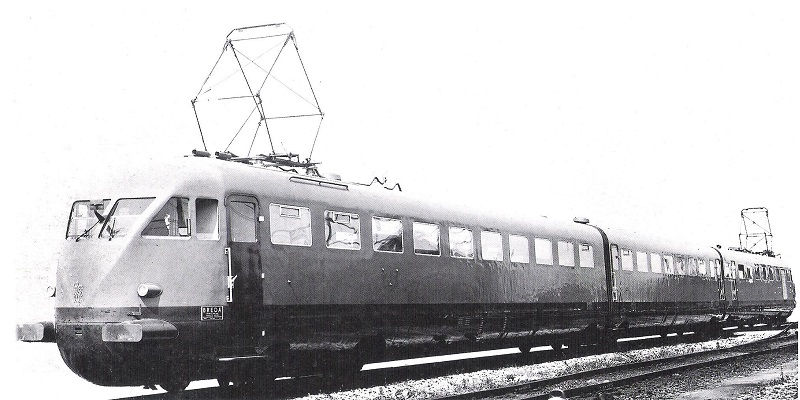
Italienische ETR 200 von 1936, der mit 160 km/h verkehrte

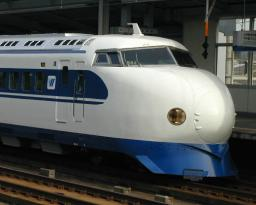
Shinkansen-Baureihe 0 von 1964 am Bahnhof von Fukuyama

Bereits im Jahre 1873 gab es in den Vereinigten Staaten Überlegungen zur Einführung eines – nach damaligen Maßstäben – Hochgeschwindigkeitsverkehrs:

„Man […] denkt sich demnach als Eisenbahn der Zukunft in Amerika eine Bahn mit acht Schienensträngen und sehr starken Schienen, auf welchen Maschinen mit Treibrädern von 12 Fuß Durchmesser verkehren, um eine Geschwindigkeit von 100 englischen oder 21 österreichischen Postmeilen in der Stunde zu erreichen. Auf einer solchen Bahn könnte man am selben Tage zu Philadelphia frühstücken und in Chicago zu Abend essen, und die Fahrt von Philadelphia nach New-York, würde nicht mehr als eine Stunde dauern.“

Schnellfahrversuche mit Elektrolokomotiven hatten schon vor dem Ersten Weltkrieg gezeigt, dass Geschwindigkeiten nahe oder sogar über 200 km/h zu bewältigen sind – und dies zu einer Zeit, da die schnellsten fahrplanmäßigen Züge selten mit über 100 km/h unterwegs waren. Die Marke von 200 km/h wurde erstmals im Oktober 1903 von einem Drehstrom-Versuchstriebwagen der Firma Siemens auf der Versuchsstrecke Marienfelde–Zossen übertroffen und einige Tage später von einem Versuchstriebwagen der AEG knapp überboten.
Einen ersten planmäßigen Schnellverkehr gab es in Deutschland der 1930er Jahre mit Fernschnelltriebwagen (z. B. mit dem Dieselzug Fliegender Hamburger) und dampfbetriebenen Stromlinien-Schnellzügen, wie dem Henschel-Wegmann-Zug. Das Zugnetz bestand vor allem aus Strecken von Berlin ausgehend, um Geschäfts- und Dienstreisenden die Tagesreise zur Hauptstadt ohne Übernachtung zu ermöglichen.
Zum Mutterland des modernen Hochgeschwindigkeitsverkehrs wurde jedoch Japan, wo in den 1960er Jahren die Shinkansen-Züge auf eigens neu gebauten Hochgeschwindigkeitstrassen in engem Takt zu verkehren begannen. Deren Bau war indes bedingt durch die kaum hochgeschwindigkeitstauglichen dort vorhandenen Schmalspurstrecken in Kapspur. Erste Ideen zu einem Hochgeschwindigkeitsnetz in Japan kamen in den 1940er Jahren aufgrund des Krieges nicht zustande, und zwanzig Jahre später musste ein Kredit der Weltbank aufgenommen werden um die Finanzierung zu stemmen. Daraus resultierte auch zunächst eine Begrenzung der Geschwindigkeit auf „nur“ 210 km/h, welche von den Kreditgebern zur Bedingung gemacht worden war. Der Name „Shinkansen“, welcher ursprünglich die Strecke (wörtlich „neue Stammstrecke“) und erst später metonymisch die Züge bezeichnete deutet auch darauf hin, dass es im dicht besiedelten Japan – ähnlich wie später in Deutschland – beim Bau der Neubaustrecken auch um Erhöhung der Kapazität durch Entlastung der vielbefahrenen Hauptstrecken ging.
Als weltweit zweite Hochgeschwindigkeitsstrecke wurde die italienische Direttissima, die Florenz mit Rom auf einer Länge von 254 km verbindet, eröffnet. Der erste Teilabschnitt, zwischen Rom und Città della Pieve (138 km) wurde am 24. Februar 1977 eröffnet. Bereits vor dem Zweiten Weltkrieg wurden in Italien Elektrotriebzüge eingesetzt, die fahrplanmäßig 160 km/h erreichten. Ab 1969 wurde auf der Verbindung Rom–Neapel offiziell der Hochgeschwindigkeitsverkehr mit Zügen aufgenommen, die fahrplanmäßig mit 180 km/h verkehrten. In Polen wurde die Bahnstrecke Grodzisk Mazowiecki–Zawiercie zwar bereits in den 1970er Jahren für 250 km/h Entwurfsgeschwindigkeit trassiert, jedoch gab es damals im gesamten Ostblock keine Züge, die zu derlei Geschwindigkeiten in der Lage gewesen wären. Noch heute (Stand 2023) erreichen Züge auf dieser Strecke fahrplanmäßig „nur“ 200 km/h, was sich jedoch künftig ändern soll.
Der Start des TGV 1981 wurde zum Aufbruch in eine neue Ära. Zu diesem Zeitpunkt war auch in Deutschland, wo es bereits seit 1971 planmäßige Intercity-Züge mit 200 km/h Spitzengeschwindigkeit gab, die erste echte Schnellfahrstrecke Hannover–Würzburg im Bau. 1991 nahm der ICE den Betrieb auf. In Spanien begann das Zeitalter der Hochgeschwindigkeitszüge AVE 1992 mit der Strecke Madrid–Sevilla. Bis heute wurde das HGV-Netz in Spanien (ähnlich wie im selben Zeitraum die U-Bahn Madrid) sehr schnell ausgebaut und ist heute nach Streckenlänge das größte Europas und zweitgrößte der Welt. Obwohl China erst 2008 erstmals Hochgeschwindigkeitszüge im Rad-Schiene-System in den kommerziellen Betrieb nahm, ist China heute (2023) mit über 40.000 km das Land mit dem bei weitem größten Netzwerk und plant nach wie vor den weiteren Ausbau.
Heute fahren dutzende verschiedener Typen von Hochgeschwindigkeitszügen auf der ganzen Welt auf Zehntausenden von Kilometern an Schnellfahrstrecken. Die Zeichen stehen auch über 50 Jahre nach Beginn der Geschichte der schnellen Züge immer noch auf fast ungebremster Expansion; in fast allen entwickelten und zahlreichen Schwellenländern gibt es zurzeit Streckenneubauten, ‑ausbauten oder Planungen dafür. Länder wie Japan, Frankreich, China und in gewissem Ausmaß auch Deutschland nutzen dabei Projekte im Ausland als Mittel der Soft Power aber auch zum Generieren von Absatzmärkten, so wurde der Siemens Velaro in mehrere Länder exportiert und die LGV Tanger–Kenitra unter tätiger Mithilfe des französischen Staates gebaut und finanziert und setzt weitestgehend auf französische TGV-Technik. Das Eurotrain-Konsortium aus ICE und TGV musste sich hingegen in Taiwan der japanischen Konkurrenz geschlagen geben und wurde in der Folge aufgelöst.

## Weiterentwicklungen
Die Zukunft des Hochgeschwindigkeitsverkehrs ist geprägt durch einen Boom von Neu- und Ausbaustrecken einerseits, andererseits gibt es Bestrebungen, bestehende Strecken schneller befahren zu können, ohne diese zu erneuern. Hier können konstruktive Änderungen der Züge wie Drehgestelle mit Losradsätzen mit innen liegender Federung, aktiv geregelte Stromabnehmer, aktiv gelenkte Drehgestelle, aktiv gesteuerte Schlingerdämpfer und die Neigetechnik höhere Geschwindigkeiten erlauben.
Die ausschließliche Erhöhung der Höchstgeschwindigkeit ist jedoch nicht immer zielführend. Für Deutschland sind beispielsweise Halteabstände von etwa 75 Kilometern typisch. Hieraus ergibt sich ein entsprechendes Passagieraufkommen, welches den ökonomischen Betrieb ermöglicht. Der Mehraufwand für höhere Geschwindigkeiten steht hingegen in keinem Verhältnis zum Zeitgewinn. Bei größeren Halteabständen würde sich das Passagieraufkommen wiederum entsprechend verringern und die Nutzkosten steigern.
Neben dem konventionellen radgeführten Schienenfahrzeugen wurden auch in verschiedenen Ländern Magnetschwebebahn-Systeme als weiteres spurgeführtes Hochgeschwindigkeitssystem entwickelt. Beispiele hierfür sind der Transrapid und der JR-Maglev.